# 马耳他
馬爾他共和國（發音：[ˈmɐːltɐ]），通稱馬爾他，係位於南歐的一個共和制微型國家，首都瓦萊塔。馬爾他共和國是位於地中海中心的島國， 由马耳他岛、戈佐岛、科米诺岛等几个岛屿组成。其中科米诺岛为鸟类保护区和自然保护区。素有“地中海心臟”之称，被誉为“欧洲后花园”。官方語言為馬耳他语和英語。国内教学基本以英语为主。马耳他亦是英联邦、欧盟成员国、申根区国家。马耳他首都瓦莱塔是2018年欧洲文化中心。
马耳他经济以服务业和金融业为主，旅游业是马耳他主要的外汇来源。另外，马耳他社会保障体系较为完备，实行免费教育、免费医疗及退休保险制。

## 國名
正式名稱馬爾他語為，通稱。英語為，通稱。中文表記為馬爾他共和國，通稱馬爾他。
“马耳他”一词的起源无从考究。通常的词源学说认为其来自希腊语（音meli），意为“蜜”。希腊人称此岛为（音Melite），指“蜜”或“甘甜”，或因馬爾他出產一种風味獨特的蜂蜜，故得昵称“蜜地”。希腊在前700年即对马耳他岛富有影响，使用希腊语的東羅馬帝国在公元395年至公元870年间亦统治马耳他。
另一说“马耳他”来自腓尼基语“Maleth”，意為「避风港」。

## 历史
在公元前10至前8世纪，腓尼基人到此地定居，其後馬爾他被希腊人占领，公元前4世纪又被迦太基占领。公元前218年始被古罗马统治。在迦太基、羅馬共和國時代，馬爾他因地中海貿易而繁榮。
9世纪起馬爾他相繼受东罗马帝国、阿拉伯帝国、诺曼人统治。1192年西西里国王坦克雷迪可能因为自己的姑父海军将领马加里托意外成功俘虏了王位竞争者康斯坦丝皇后，封其为首任马耳他伯爵。
1523年，圣约翰骑士团自愛琴海的罗得岛移此，并获神圣罗马帝国皇帝查理五世的承认。該支骑士团后更名骑士团。1565年的馬爾他大圍攻中，骑士团击败奥斯曼帝国軍隊，此战是馬爾他史上最重要的事件，成功阻止鄂圖曼帝國向西歐擴張。
1798年，拿破仑率法国军队逐出骑士团，馬爾他騎士團於是成為總部位於羅馬的特殊政治實體。1800年英国占领马耳他，1814年正式使其成为大英帝國殖民地。二戰時期義大利空軍多次的轟炸和圍攻馬爾他，並曾擬定了作戰計劃入侵，代號大力士作戰，但島上居民頑強抵抗，令義大利王國並未佔領馬耳他。
1964年9月21日宣佈独立，國號馬爾他國，为英联邦成员国。1974年成立马耳他共和国，2004年加入欧盟。

## 政治

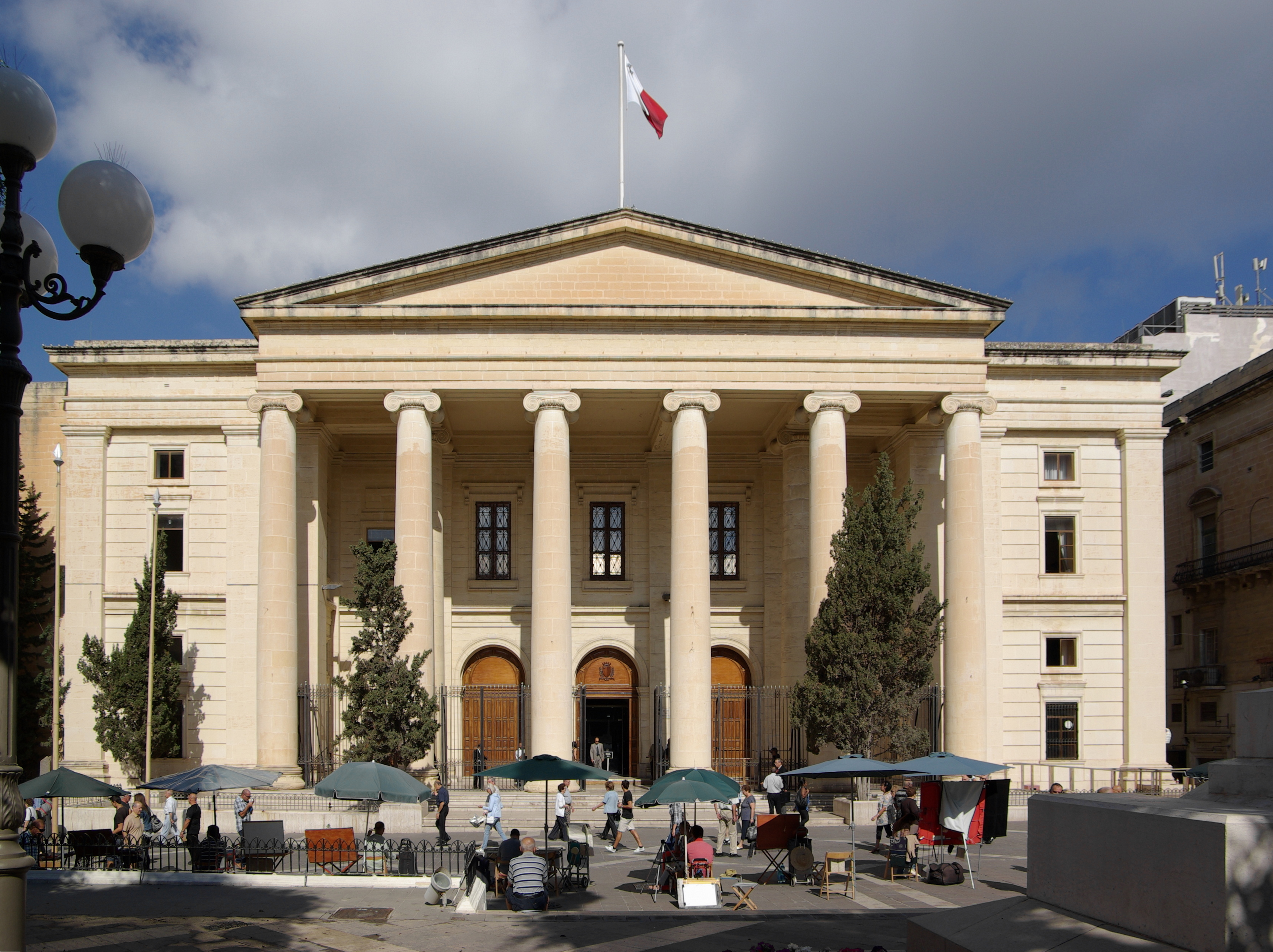
马耳他瓦莱塔法院大楼

1964年7月21日颁布的独立《憲法》规定，马耳他为君主立宪制政体，英國君主为马耳他国家元首。1974年12月13日修改宪法，马耳他成为共和国，总统为国家元首，由馬爾他议会选举产生，任期五年，议会为一院制，称众议院。

## 地理
马耳他位于地中海中部，面积316平方公里，北距西西里岛90公里。全国由馬耳他岛、戈佐岛、科米诺岛、科米诺托和菲尔夫拉岛五个小岛组成，其中只有马耳他岛、戈佐、科米诺三岛有人居住。面积最大的马耳他岛，约245平方公里。马耳他岛地势西高东低，以丘陵为主，缺乏淡水。
马耳他分为六个统计区：南港：面积26km²，人口83,234。北部：面积74km²，人口44,852。北港：面积24km²，人口118,409。东南：面积50km²，人口50,650。西部：面积73km²，人口51,961。戈佐-科米诺：面积69km²，人口29,026。

### 气候
马耳他属亚热带地中海式气候，冬季多雨，夏季高溫乾燥。
| 马耳他（位于主岛东南部的卢加，1981–2010年间）                     | 马耳他（位于主岛东南部的卢加，1981–2010年间） | 马耳他（位于主岛东南部的卢加，1981–2010年间） | 马耳他（位于主岛东南部的卢加，1981–2010年间） | 马耳他（位于主岛东南部的卢加，1981–2010年间） | 马耳他（位于主岛东南部的卢加，1981–2010年间） | 马耳他（位于主岛东南部的卢加，1981–2010年间） | 马耳他（位于主岛东南部的卢加，1981–2010年间） | 马耳他（位于主岛东南部的卢加，1981–2010年间） | 马耳他（位于主岛东南部的卢加，1981–2010年间） | 马耳他（位于主岛东南部的卢加，1981–2010年间） | 马耳他（位于主岛东南部的卢加，1981–2010年间） | 马耳他（位于主岛东南部的卢加，1981–2010年间） | 马耳他（位于主岛东南部的卢加，1981–2010年间） |
| 月份                                                              | 1月                                           | 2月                                           | 3月                                           | 4月                                           | 5月                                           | 6月                                           | 7月                                           | 8月                                           | 9月                                           | 10月                                          | 11月                                          | 12月                                          | 全年                                          |
| ----------------------------------------------------------------- | --------------------------------------------- | --------------------------------------------- | --------------------------------------------- | --------------------------------------------- | --------------------------------------------- | --------------------------------------------- | --------------------------------------------- | --------------------------------------------- | --------------------------------------------- | --------------------------------------------- | --------------------------------------------- | --------------------------------------------- | --------------------------------------------- |
| 平均高温 °C（°F）                                                 | 15.6 (60.1)                                   | 15.6 (60.1)                                   | 17.3 (63.1)                                   | 19.8 (67.6)                                   | 24.1 (75.4)                                   | 28.6 (83.5)                                   | 31.5 (88.7)                                   | 31.8 (89.2)                                   | 28.5 (83.3)                                   | 25.0 (77.0)                                   | 20.7 (69.3)                                   | 17.1 (62.8)                                   | 23.0 (73.4)                                   |
| 日均气温 °C（°F）                                                 | 12.8 (55.0)                                   | 12.5 (54.5)                                   | 13.9 (57.0)                                   | 16.1 (61.0)                                   | 19.8 (67.6)                                   | 23.9 (75.0)                                   | 26.6 (79.9)                                   | 27.2 (81.0)                                   | 24.7 (76.5)                                   | 21.5 (70.7)                                   | 17.7 (63.9)                                   | 14.4 (57.9)                                   | 19.3 (66.7)                                   |
| 平均低温 °C（°F）                                                 | 9.9 (49.8)                                    | 9.4 (48.9)                                    | 10.6 (51.1)                                   | 12.4 (54.3)                                   | 15.5 (59.9)                                   | 19.1 (66.4)                                   | 21.7 (71.1)                                   | 22.6 (72.7)                                   | 20.8 (69.4)                                   | 18.1 (64.6)                                   | 14.6 (58.3)                                   | 11.6 (52.9)                                   | 15.5 (59.9)                                   |
| 平均降水量 mm（）                                                 | 98.5 (3.88)                                   | 60.1 (2.37)                                   | 44.2 (1.74)                                   | 20.7 (0.81)                                   | 16.0 (0.63)                                   | 4.6 (0.18)                                    | 0.3 (0.01)                                    | 12.8 (0.50)                                   | 58.6 (2.31)                                   | 82.9 (3.26)                                   | 92.3 (3.63)                                   | 109.2 (4.30)                                  | 595.8 (23.46)                                 |
| 平均降水天数（≥ 1.0 mm）                                          | 10                                            | 7                                             | 5                                             | 4                                             | 1                                             | 1                                             | 0                                             | 1                                             | 4                                             | 6                                             | 9                                             | 10                                            | 58                                            |
| 月均日照時數                                                      | 176.7                                         | 194.3                                         | 235.6                                         | 261.0                                         | 310.0                                         | 351.0                                         | 384.4                                         | 362.7                                         | 282.0                                         | 220.1                                         | 189.0                                         | 164.3                                         | 3,131.1                                       |
| 来源：Meteo Climate (1981–2010 Data), climatetemp.info (Sun Data) |                                               |                                               |                                               |                                               |                                               |                                               |                                               |                                               |                                               |                                               |                                               |                                               |                                               |

## 经济

### 经济

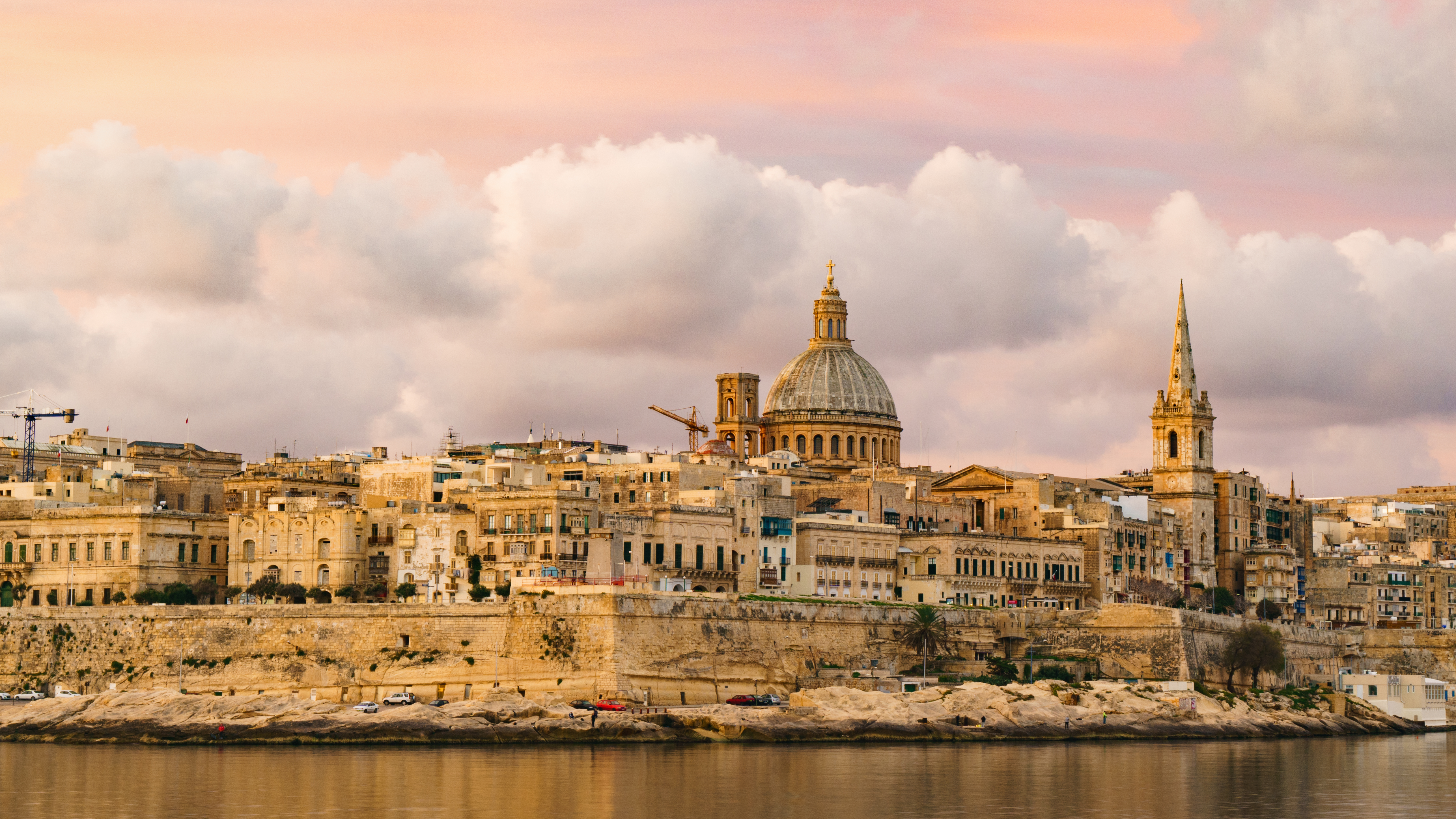
首都瓦莱塔（2017年）

马耳他两个传统經濟產業是农业和渔业。戈佐岛上主要从事农业。虽然环境条件（降雨量少，径流少，钙质底土和炎热的气候）不能为农业提供良好的条件，但各种蔬菜和谷物的产量都很高，葡萄种植也有利可图。然而，马耳他生产的粮食仅占其自身需求的20%。该国最大的雇主是马耳他干船坞，是欧洲第二大造船厂。
旅游业发挥着重要作用（占国民生产总值的40%），金融服务也是如此（占11%）。大多数度假者来自英国、德国、意大利和俄罗斯。自1965年以来，游客数量增加了约10倍，每年有超过100万游客主要参观海滩、历史城镇和岩石景观，另外还有约100万游轮游客。每年约有7万名游客来马耳他参加英语课程。这个旅游部门是由国家监督和促进的。马耳他的语言学校创造了1.8%的GDP份额。
服装和纺织业是其他重要的经济部门。1992年，马耳他建立了自己的证券交易所。
马耳他富含石灰石矿藏，这对其建筑业非常重要。马耳他领海内有大量的天然气和石油矿藏。
自20世纪70年代以来，欧洲公司一直被马耳他的税收优惠所吸引。约有55家德国公司在此生产出口，包括百乐宝和洛伊德鞋。电子元件公司意法半导体在此也有一个大型生产基地。
马耳他国内生产总值（GDP）为88亿欧元（2015年估计）。与欧盟的GDP（欧盟28国=100）相比，以购买力标准表示，马耳他的指数为89（2015年）。在衡量国家竞争力的全球竞争力指数中，马耳他在138个国家中排名第39位（截至2016年）。在经济自由指数中，2017年该国在180个国家中排名第50。
在截至2018年6月的一年中，失业率降至3.9%，低于欧盟的平均水平。2017年，青年失业率为10.0%。

### 能源供应
两个总容量为571兆瓦的火力发电厂从意大利和英国进口石油和天然气。2010年，马耳他首次有5%的电力来自可再生能源（2009年：0%）。
马耳他电网在2015年之前一直作为岛屿电网运行。最高电压等级为132千伏，只有87公里的地下电缆。在下一个电压等级33千伏，也有13公里的海底电缆。根据2010年的合同，耐克森公司建造了马耳他-西西里岛互联网络，这是一条100公里长的海底电缆，交流电压为220千伏，于2015年4月投入使用，可以传输200兆瓦的电力，允许双向的能源运输。该电缆有三根铜导体，并包含两个光纤束，每束36条线。
虽然马耳他只有一家电力供应商（Enemalta），电力市场没有任何竞争，但2007年的家庭电价为每千瓦时9.4美分，远低于欧盟平均水平（15.28美分）。

### 国家预算
2015年，国家预算包括相当于34亿美元的支出，这些支出被相当于40亿美元的收入所抵消（每次都是估计的）。这导致预算盈余占国内生产总值的6.6%。2015年底，公共债务约占国内生产总值的60.6%。

### 产业
马耳他的工业占国内生产总值的23%。马耳他的目标产业是金融、海事、航空、电影、旅游、制造业、教育和医疗技术部门。优势制造业包括制药/化工、医疗技术、精密工程、电气工程、食品和印刷。截至2016年，占比最大的制造业为电气工程。
共有15%的劳动力在工业领域就业。基本上，制造业由几个小型生产厂组成，主要生产用于出口的机械设备部件。电气工程的制造是马耳他最重要的产业之一。制造商意法半导体公司在岛上拥有垄断地位。它是最重要的私人雇主，占马耳他出口的很大份额。因此，马耳他拥有高度发达的信息和通信基础设施，根据2015年网络就绪指数，它在接受调查的总共143个国家中排名第29。德国排名第13位，而西班牙和意大利等国家则排在马耳他之后，分别位列第34位和第55位。网络就绪指数（NRI）可以很好地了解各国在信息和通信技术领域的发展，这些领域产生了世界上约98%的GDP。信息和通信技术部门的优势和劣势被揭示出来。一个新的发展项目是卡尔卡拉附近的智能城市，它将成为欧洲领先的IT中心。这个由迪拜资助的项目预计将进一步提高马耳他作为工业基地的吸引力，并提供新的推动力。由于先进的信息和通信技术环境，信息和通信技术、数字媒体、艺术和手工艺、在线游戏以及电影制作都是马耳他的增长部门。沃达丰公司通过在马耳他测试新的系统或软件，然后在欧洲进行整合，从而接受了高信息和通信技术标准和地理规模。沃达丰利用了小国理论，因为马耳他由于面积小、人口少，被认为是一个微型国家的岛屿，是一个理想的测试市场。
海运业的代表是马耳他自由港。由于私有化的进展，该港口已成为重要的转运站。泊位的扩大得以容纳世界上最大的集装箱船，并使该岛成为一些最大航运公司的主要停靠港。马耳他位于地中海的中心位置，由于其供应链和效率优势，以及靠近非洲和欧洲市场的地理优势，成为物流公司使用的主要储存和配送中心。2014年，有6505艘船在马耳他的旗帜下航行，使马耳他成为欧洲最主要的海上舰队和世界第七大舰队。
由于人口少，机动车市场受限。2013年，政府提出了一项扩大电动汽车的国家计划，将该国定位为一个测试市场。电动汽车的充电站网络正在扩大，自2016年起，政府对购买电动汽车进行补贴。通过在汽车共享服务中以及在港口使用电动车，可持续交通在马耳他正变得越来越重要。岛屿面积小，为电动汽车提供了最好的条件，因为主岛最大长度为27公里，远远低于电动汽车的最大范围。可持续交通也有助于减少人口稠密地区的噪音污染和空气污染。
得益于马耳他的专利法以及税收优惠政策，该国化学工业近年来得到了发展。阿特维斯、Siegfried Generics、Medichem等非专利药品制造商已在马耳他建立了生产厂。
建筑业在马耳他的发展一般。欧盟对道路建设的资助为建筑业发展提供了新的动力，旅游业的繁荣也导致了对新建筑的新投资，特别是对公寓和酒店的现代化改造。例如，正在建造新的豪华酒店，并且有可能对旧的和历史性的建筑进行翻新和现代化改造。
马耳他对外国企业的优势在于劳动力成本低，对购置或建造厂房的支持，以及与当地供应商的良好合作。马耳他也被视为欧洲公司与地中海和非洲市场之间的联系。缺点是马耳他的规模有限，因此国内市场较小。因此，该岛对中小型企业特别有吸引力，因为一方面有针对中小企业的税收优惠和有针对性的激励措施，另一方面有信贷和投资计划。同样有趣的是，外国公司没有兴趣将货物带到当地市场，因为马耳他没有当地市场。马耳他生产的所有商品都是出口的。
根据世界经济论坛（WEF）的报告，马耳他的优势在于其稳定的政治环境和先进的信息技术基础设施。缺点是市场规模小、行政效率低下、难以获得信贷以及缺乏运输基础设施。

### 农业

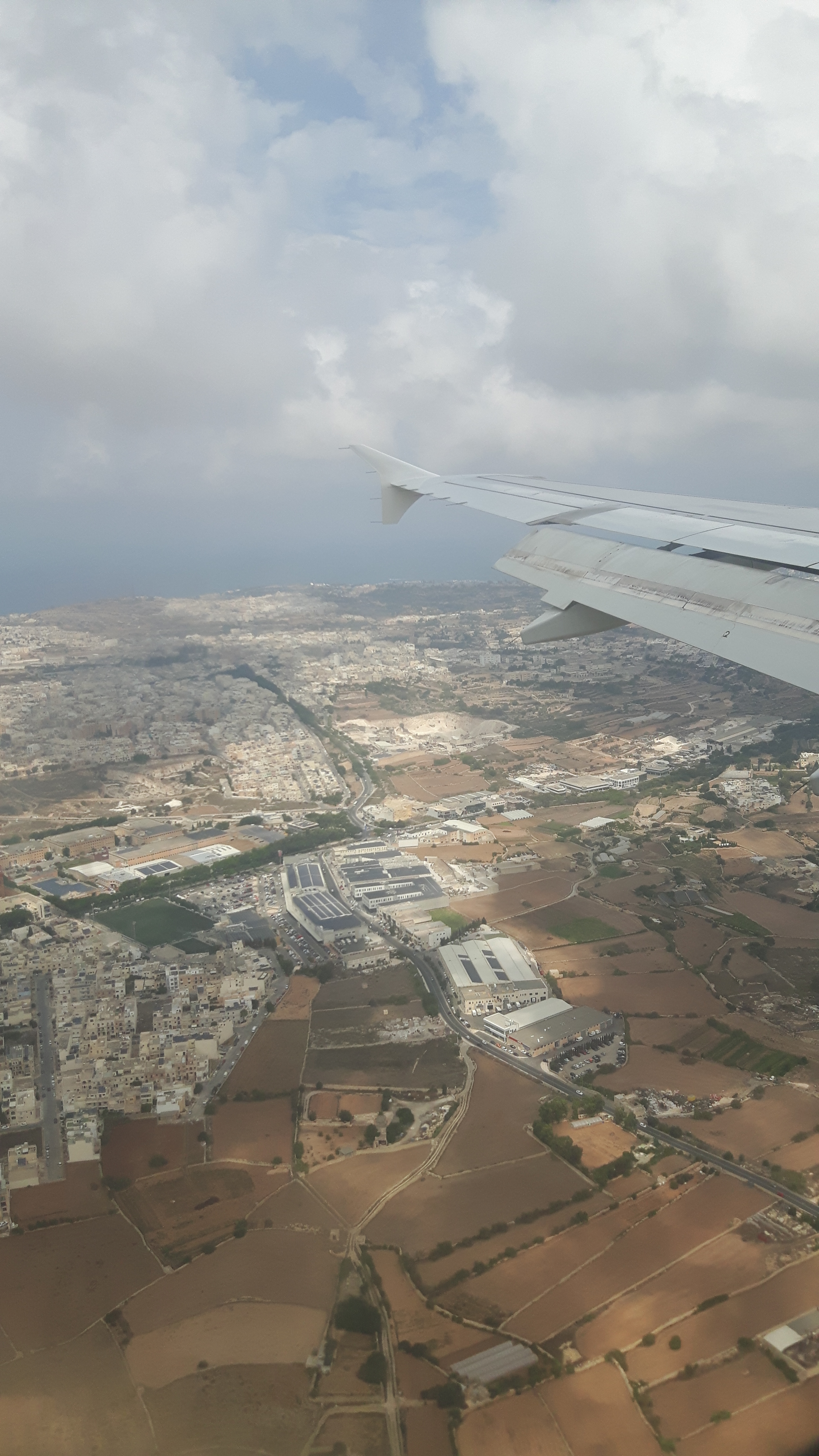
从飞机上看马耳他的田野

虽然农业在马耳他经济中发挥着次要作用，但它是一个重要的经济部门。2010年，农业占马耳他国内生产总值的1.92%。2003年，这一比例仍为2.89%。2010年，约有18,500人从事农业，相当于马耳他所有就业人员的10.6%。由于降雨量低，大多数农业用地只在冬季的雨季进行耕种。总共有5%的土地是人工灌溉，但几乎完全是用收集的雨水。农作物包括各种蔬菜和水果，如西红柿、土豆、橄榄、桃子和草莓。本地葡萄品种是Girgentina和Ġellewża。
马耳他总土地面积的51.2%用于农业，相当于约160平方公里的面积。戈佐岛的农业特别密集，因为岛上有地下水资源可用于灌溉。虽然农业对整个马耳他来说作用不大，但对戈佐岛来说却更为重要。2010年，马耳他有12530个农场，自2003年以来增加了14%。

### 原材料
与其他国家相比，马耳他群岛的原材料很少。马耳他领海内有一些天然气和石油矿藏，但其中只有一小部分被开采了。2010年代开发了更有效的提取，潜力更大。马耳他其他值得注意的原材料是球状石灰石。这是岛国为数不多的天然原材料之一，主要在戈佐岛开采。马耳他的沙石灰对建筑业非常重要，因为它是这两个岛屿的主要建筑材料。因此，和早些年一样，商业建筑、住宅建筑或教堂都是用这种材料建造的，而且还被用来铺设人行道。在马耳他发现的其他天然原料是沉积岩，如主要是蓝粘土和上层绿沙。
由于人类在新石器时代已经开始砍伐马耳他的森林，岛上几乎没有任何森林，因此没有木材。出于这个原因，人工创造了林区，但它们基本上是作为休闲区使用。马耳他的另一种相当次要的原材料是海盐，传统上是在盐罐中生产。在戈佐岛，游客可以参观这个生产基地并购买海盐。在卡瓦拉（Qawra）附近的海湾，有大量的盐池和一个盐池国家公园。

## 交通

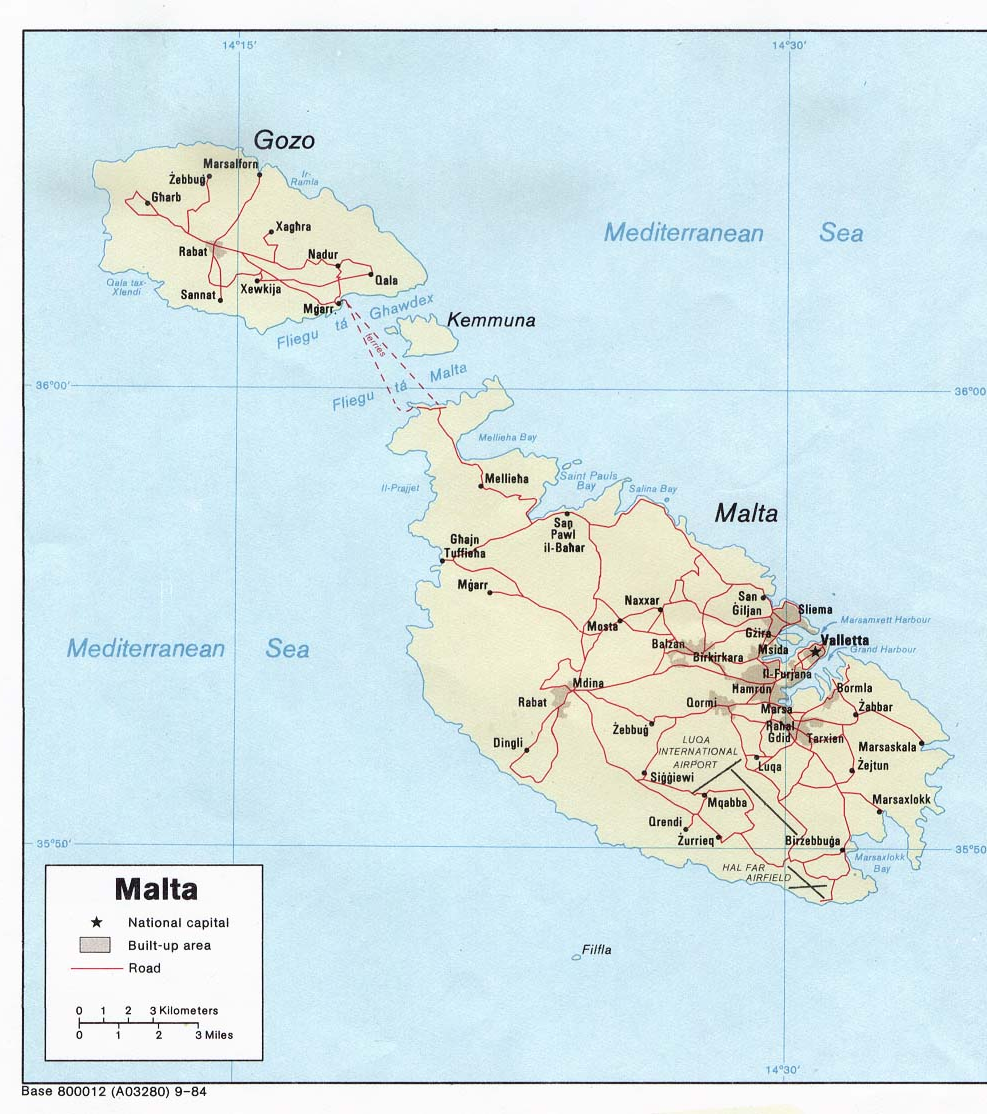
主要公路

### 基础设施
马耳他实行的是左行交通制度。尽管马耳他面积不大，但它有一个广泛的公共交通系统，被游客和当地人广泛使用。这包括从巴士和出租车服务到航运和航空旅行。在20世纪初，马耳他也有铁路运输网络：1883年，从瓦莱塔到姆迪纳修建了一条铁路线，但由于缺乏盈利能力，于1931年停运。马耳他的有轨电车建立于1905年，在1929年几年后也不得不宣布破产。自20世纪30年代以来，马耳他一直没有铁路运输基础设施。

### 公共交通
为了让马耳他加入欧盟，除其他事项外，当地的交通系统也必须进行更新。1995年迈出了第一步，为公交车引入了新的颜色系统，包括一个暖黄色和一个橙色带。白色的车顶被保留了下来。从1996年到2010年代，有可能一步一步地将公交线路国有化。公交车司机贷款购买新车，这些费用后来由政府部分承担。为了提高质量，进行了新车招标，来自土耳其、波兰、希腊和马其顿的客车制造商参加了招标。此外，中国客车制造商金龙公司提交了一份新车标书。尽管大多数巴士司机更喜欢BMC（土耳其）公司的BMC Falcon，因为其性能和道路操控性好，但行政部门还是决定购买金龙车型。随着这一变化，整个地方交通系统也得到了优化。

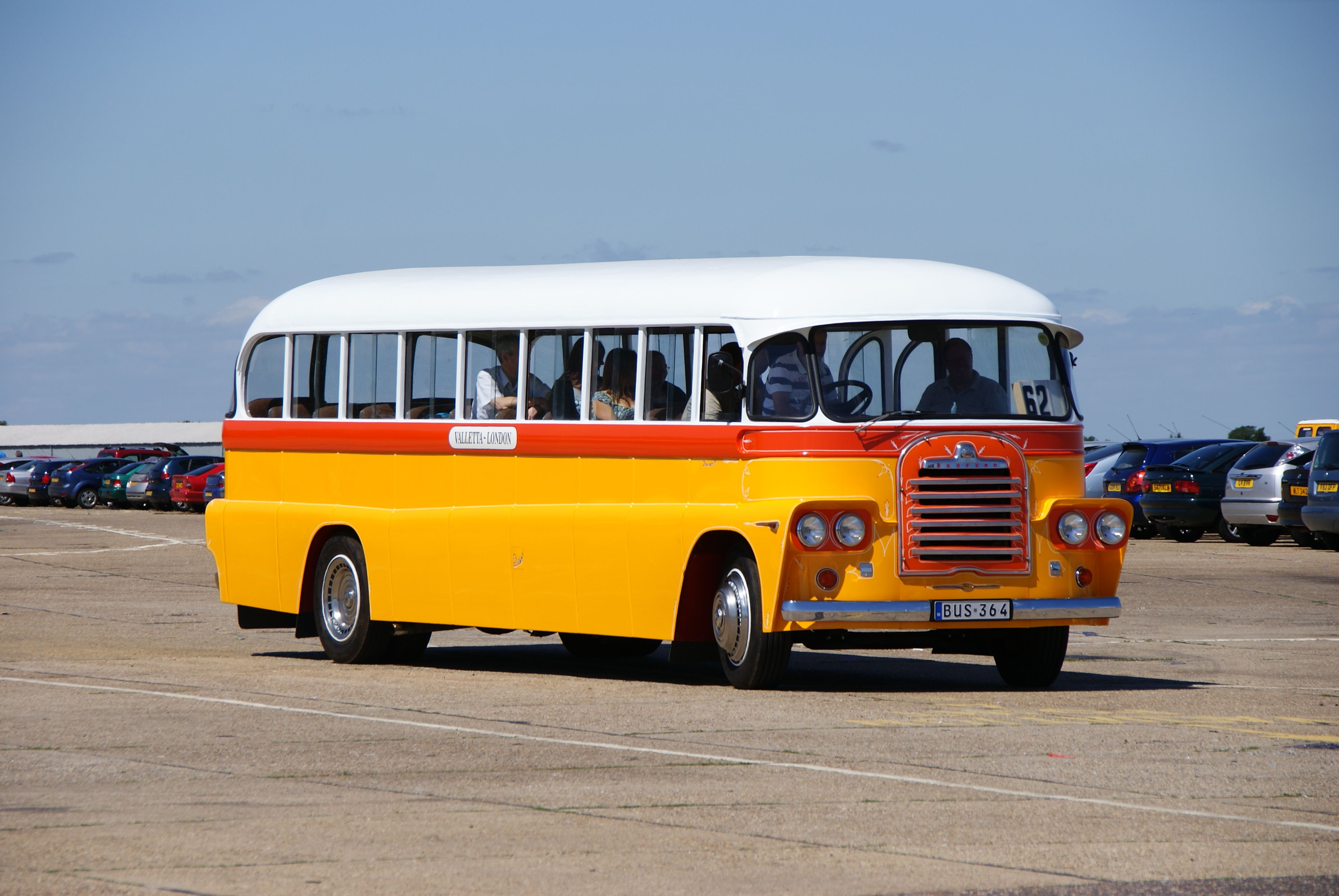
怀旧的巴士服务

2008年7月15日至17日，马耳他发生了公交车和出租车司机的罢工，并封锁了道路。其原因是公共汽车和出租车司机的经济担忧，即如果欧盟法律得到执行，国内交通垄断将被推翻。这将使其他欧盟国家的企业家有权从马耳他的公共交通中赚钱。特别是拥有公共汽车的马耳他公共汽车司机，为他们的生计感到担忧。

2011年7月3日，公共交通外包给了Arriva，德国铁路公司的一个子公司。之后，马耳他的巴士被涂成了绿松石色，以配合新主人的公司颜色。购买了185辆新巴士，并对79辆巴士进行了现代化改造。整个车队现在符合欧盟的欧5排放标准，可供残疾人使用，并配备了空调和监控摄像头。在总共264辆公交车中，有10辆是混合动力车，60辆是铰接客车。位于瓦莱塔城门的中央巴士站（在现代化过程中被拆除）被翻新，并安装了新的标志。媒体宣传也吸引了对新系统的关注。Arriva接管马耳他的公交运输，标志着一个时代的结束：使用了新的车辆，建立了更多的线路，这些线路往往是环形的，而不是以前的星形。后者大大延长了许多旅行时间，因为来自郊区的乘客通常必须先到市中心，然后再进行城际旅行。尽管付出了巨大的财政和组织努力，但从那时起，时间表往往没有得到遵守，而且当地人和游客的票价明显不同，遭到了批评。另一方面，马耳他的旅游景点--巴士运输消失了，许多巴士司机失去了生计，除非他们能被Arriva雇用。

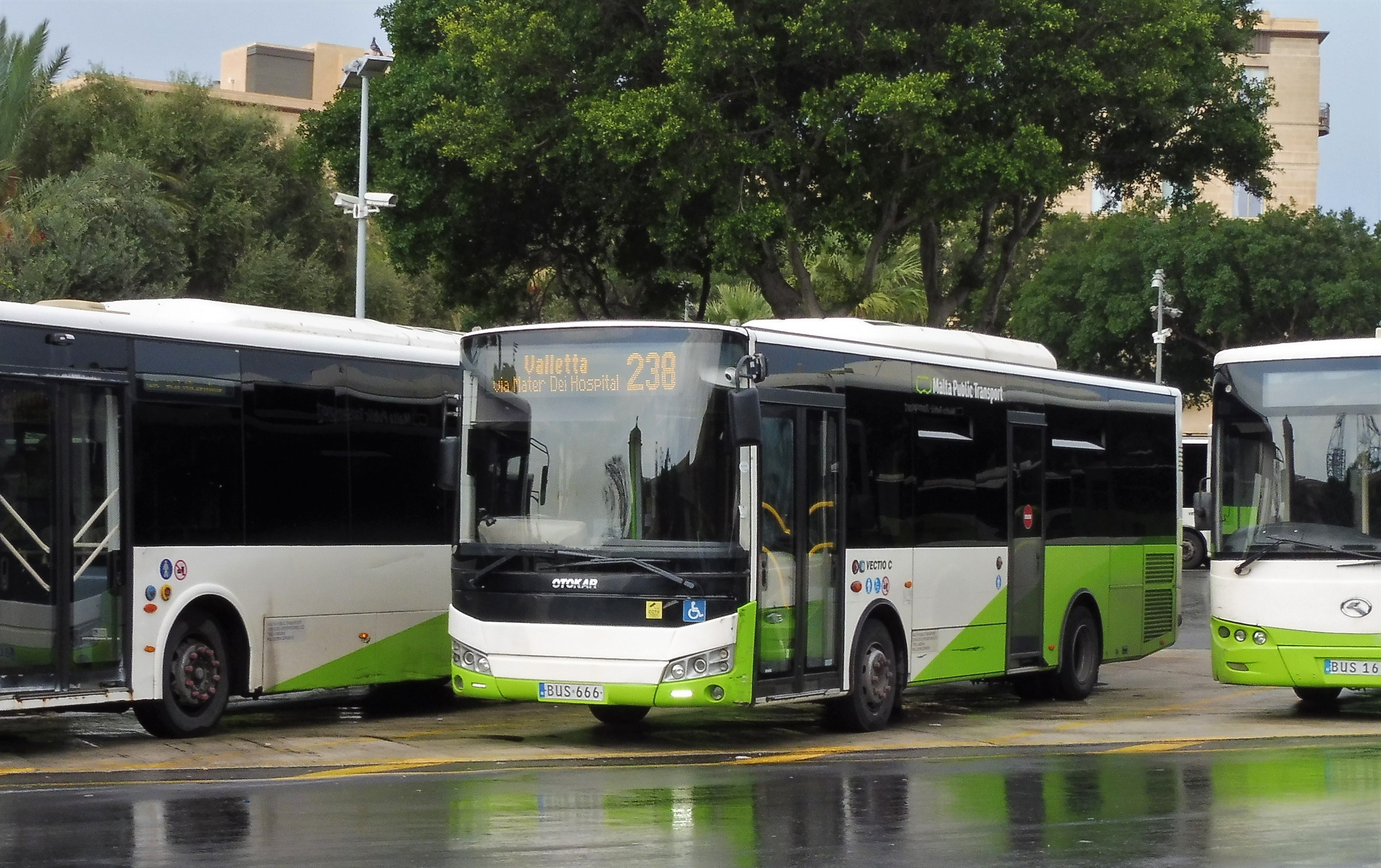
马耳他巴士

自2014年1月1日起，马耳他公共交通公司开始运营马耳他和戈佐岛的所有公交服务，此前灾难性的状况和短短两年内约5000万欧元的损失迫使Arriva放弃。根据德国铁路公司的新闻声明，"在现有合同的基础上无法实现足够的盈利。"出售价格是象征性的一欧元。Arriva的失败有很多原因，其中一些是由于公司犯下的严重错误。事实证明，60辆铰接式巴士在马耳他毫无用处，因为它们无法通过城镇中众多狭窄的小巷。停在瓦莱塔的一个护城河里，它们最后等待被卖掉（据说是卖给苏丹）。还有几辆不适合马耳他炎热气候的公共汽车发生火灾。至少有三辆巴士完全烧毁（没有人身伤害）。
自2022年10月1日起，马耳他的公共汽车系统对马耳他居民免费使用。
目前的公共汽车网络结构清晰。一般来说，马耳他群岛上的公共汽车每天从早上5点半到晚上11点之间运行。80条线路连接众多城镇和村庄。每条线路都有两个方向的服务（没有往返），大多数线路都是往返于首都瓦莱塔。一般来说，这些路线之间是有区别的：
- 内地线路，连接马耳他岛的大多数城镇和瓦莱塔（线路上有一个或两个数字的号码）。
- 连接马耳他岛上两个城镇或村庄的直达线路，不经过瓦莱塔（三位数的线路号）。
- 夜间巴士在圣朱利安斯或佩斯维尔与马耳他各城镇和村庄之间运行（线路编号前有一个N）。
- 机场和Ċirkewwa快车：四条快车线路将马耳他岛的主要城镇与机场、瓦莱塔与Ċirkewwa的戈佐岛渡口车站连接起来（线路编号由字母X和数字组成）。
- 戈佐岛的公交线路（三位数的线路编号）。
- Mater Dei线路连接各个城镇和马耳他最大的医院--Mater Dei医院。
- 双层观光巴士有四条线路，44个站点。游客可以听16种语言的解说，并可在24小时内使用门票。[40]

### 出租车
出租车可通过其白色的颜色来识别。所有出租车都配备了计价器，并有义务按照政府规定的价格收费。机场的出租车按照不同的系统运营。在国际机场，乘客在开始旅行前在到达大厅的出租车售票处付款。出具的票据包括目的地和支付的费用。

### 航空

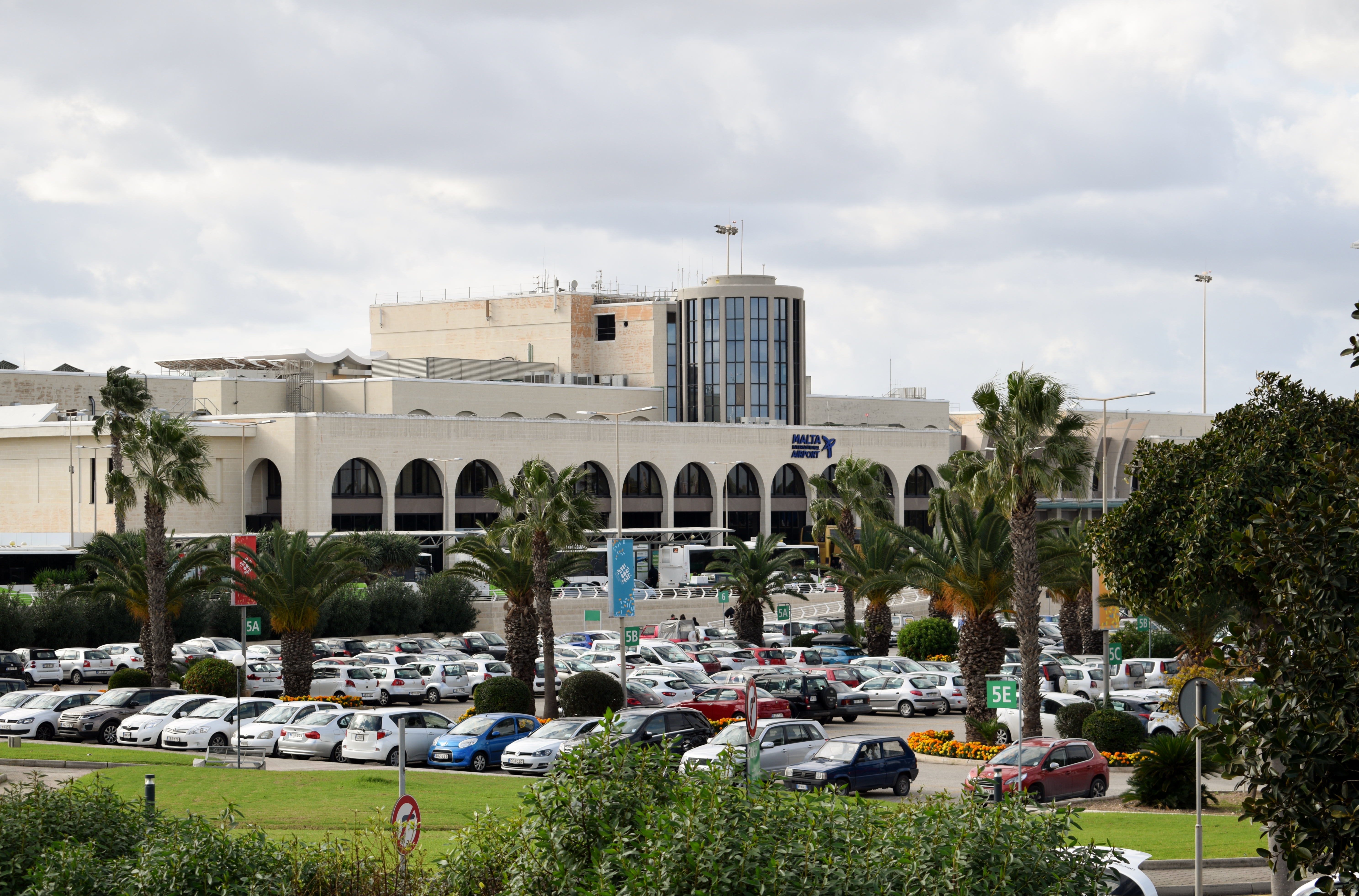
马耳他国际机场

马耳他有一个机场，即马耳他国际机场，还有自己的航空公司，即马耳他航空公司，总部设在卢加。它于1974年4月1日开始运营，连接马耳他与欧洲和地中海地区的35个以上的城市。马耳他航空主要从马耳他机场为欧洲主要城市目的地提供服务，如伦敦、雅典和莫斯科，同时也提供包机服务，如季节性地前往萨尔茨堡。在德语国家，有飞往柏林-勃兰登堡、杜塞尔多夫、法兰克福、汉诺威、汉堡、慕尼黑以及斯图加特和莱比锡、奥地利的维也纳和瑞士的日内瓦和苏黎世的航班。

### 船运

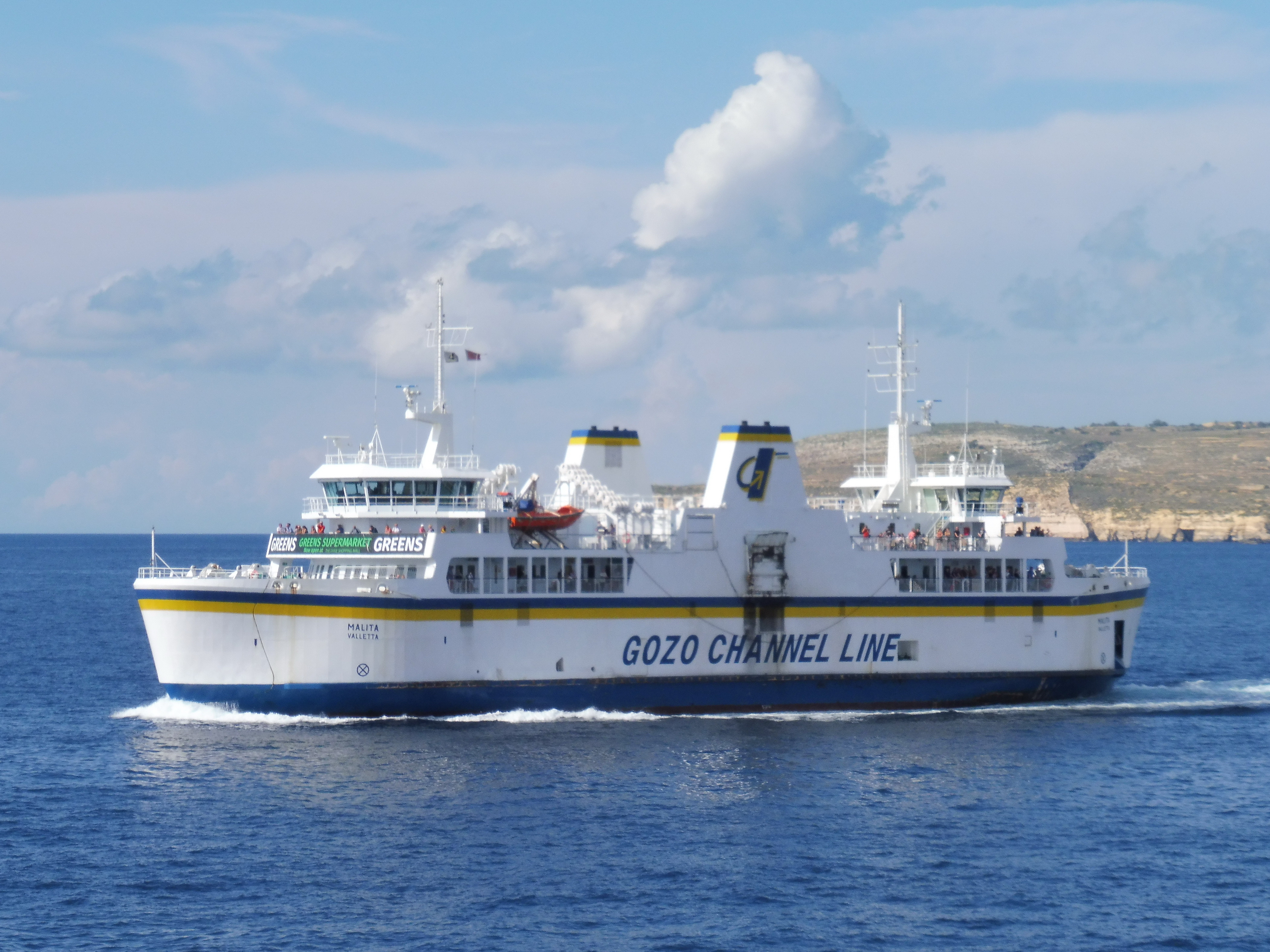
戈佐海峡线在马耳他主岛和姐妹岛戈佐之间运营服务

瓦莱塔的格兰德港被认为是地中海南部的现代化港口设施。2010年左右，大约84%的乘客在马耳他只花了一天时间上岸休假。
马耳他的岛际连接由轮渡：马耳他（Ċirkewwa）和戈佐（姆贾尔）之间有每小时一班的轮渡，也运送汽车，还有从戈佐的姆贾尔到Sa Maison（马耳他）的轮渡。从2021年6月1日起，首都瓦莱塔和戈佐岛的姆贾尔之间有了快速连接。
瓦莱塔与西西里岛的卡塔尼亚、意大利本土的雷焦卡拉布里亚和萨勒诺、西班牙的瓦伦西亚和利比亚的黎波里之间也有其他轮渡连接。在洛克比袭击事件后联合国对利比亚实施禁运期间，与黎波里的轮渡连接尤为重要，因为前往利比亚的空中交通也被暂停；因此希望到国外旅行的利比亚人利用这一连接从马耳他飞往欧洲各国或海外。自从解除对利比亚的禁运以来，这条连接已经失去了重要性，现在每周只运营一到两次。

## 人口和語言
马耳他是世界上人口最稠密的国家之一，每平方千米约1250人。主要是馬爾他人，占总人口的九成，其余为阿拉伯人、意大利人、英国人等。官方语言为馬耳他语和英语，通用意大利语。欧盟民调处的报告显示，100％的人口能讲马耳他语，88％的人口能讲英语，66％意大利语，17％法语。

## 宗教
馬爾他宗教（2021年人口普查）
天主教为国教，馬爾他的天主教基督徒佔全國82.6%，少数人信奉新教、东正教及其他宗教，無宗教人口為5.1%。

## 文化

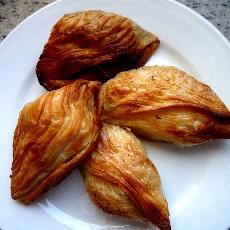
Pastizzi，典型馬爾他小吃

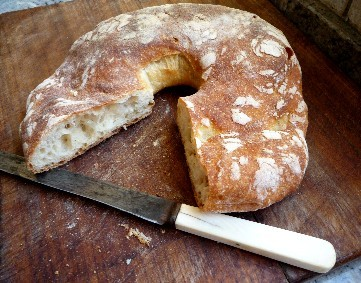
馬爾他麵包的一個品種，ftira

马耳他文化是数世纪来不同文化在馬耳他岛上相互接触融合的产物，包括邻近的地中海地区的文化以及1964年马耳他独立前曾长期统治管理该地的诸多国家的文化。

### 饮食
马耳他菜是几个世纪以来岛上居民与来马耳他定居的外来者在烹调习惯上互相影响的结果，这种结合使马耳他菜混合了地中海周围各地的饮食口味。尽管许多菜式是岛上特有的，然而一部分很受欢迎的菜式的做法却是源自西西里岛、意大利南部以及中东地区。被当地人称为ftira biż-żejt、ġbejniet和pastizzi的食物便是很好的例子。

### 教育

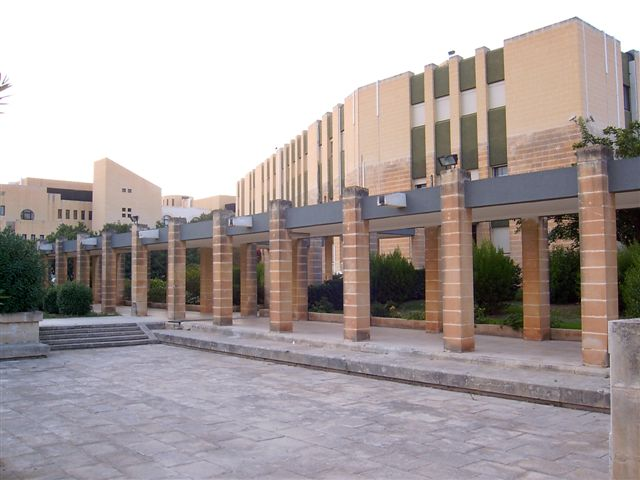
馬耳他大學

1946年馬爾他開始普及小學義務教育，1971年16歲以下的中學教育也納入義務教育之中。除去免費的公立學校外，馬爾他的天主教會也提供免費的教育服務。至2006年所有公立學校都統一合併成了各類幼兒園、小學和中學一體的學校。
馬爾他採用英式教育模式，馬爾他語和英語在小學和中學授課時都有可能使用到。所有11歲的學生都要參加中學考試，進入教會或公立學校讀書，16歲時參加稱為SEC O-level的考試。在此之後學生可以進入第六級學院讀書，或者升入高中讀書，此後申請大學。马耳他成人識字率為99.5%。
馬耳他大學成立於1768年，是該國最高學府。像該國的私立學校一樣，馬爾他大學主要採用英語授課。此外，在中學選擇外語課程時，意大利語和法語最受歡迎。

### 媒体

#### 报纸
马耳他全国共有11家报纸，包括《马耳他时报》、《马耳他独立报》、《地平线》、《今日马耳他》、《祖国报》、《火炬报》（It-Torċa）等，大部分报刊以马耳他文为主，其中《马耳他时报》是由马耳他联盟报业公司出版的英文报刊，而《火炬报》、《地平线》则是马耳他工人总工会下属的联盟出版社发行，其中后者发行量在全国位居第一。

#### 广播电台
马耳他一共有17家广播电台，且全部使用FM频率播音，其中马耳他广播电台一台同时使用中波999kHz播出，也是马耳他唯一的中波频率。马耳他广播电台开播于1935年11月11日，是马耳他第一家广播电台，隶属于马耳他公共广播服务公司。
此外，马耳他大学也有开办自己的广播电台，名为“Campus FM”，频率是103.7。

#### 电视台
马耳他的电视事业始于1959年，目前马耳他拥有八套地面电视频道：TVM、TVM2、Parliament TV、NET Television、One、F Living、Smash Television、Xejk。

### 特別活動
微型飛機俱樂部在最近十年把此航空運動（微型飛機）推展到島上，並且在十年內總共有22架微型飛機從馬爾他國際機場起飛。

## 图集

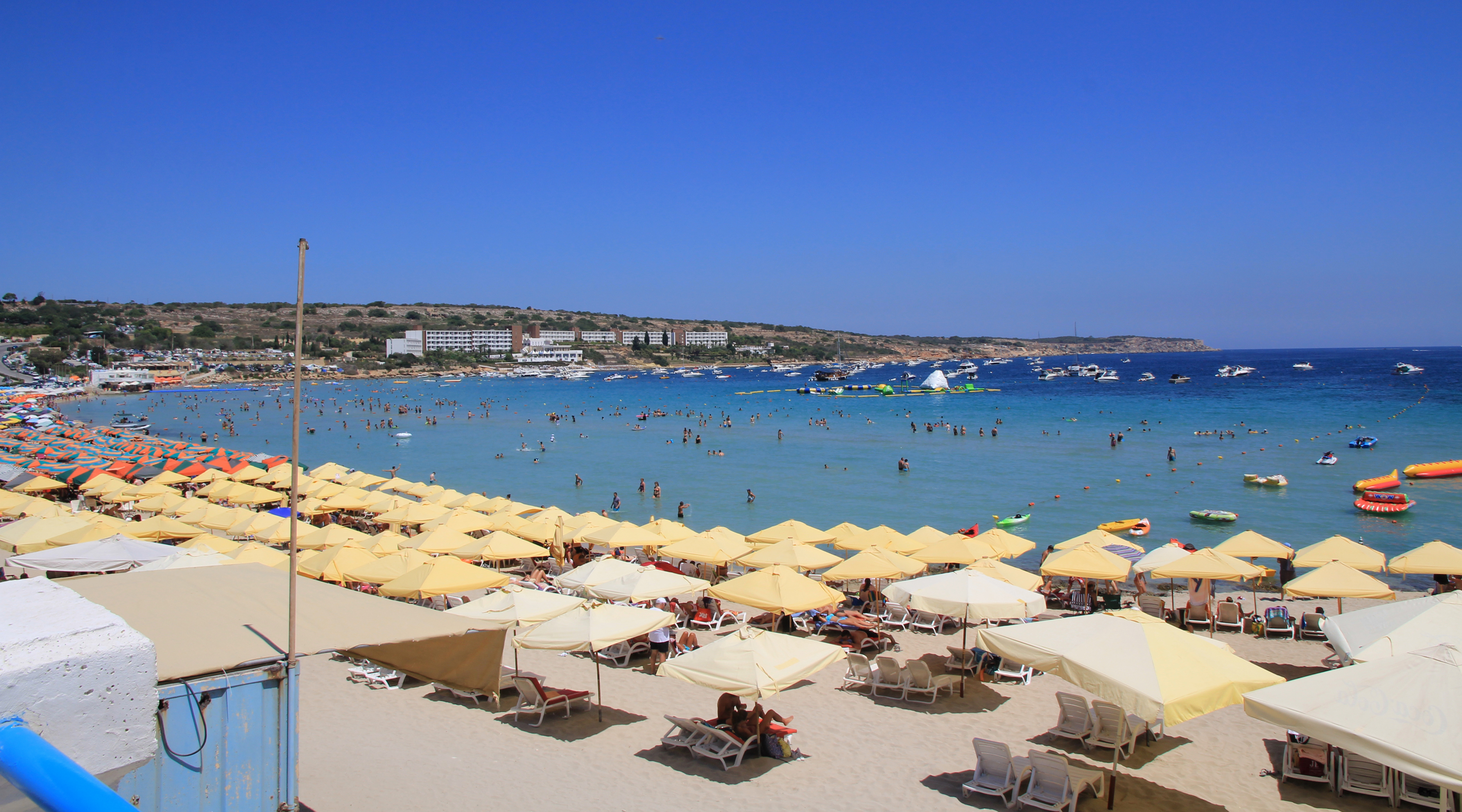
梅利哈湾的沙滩
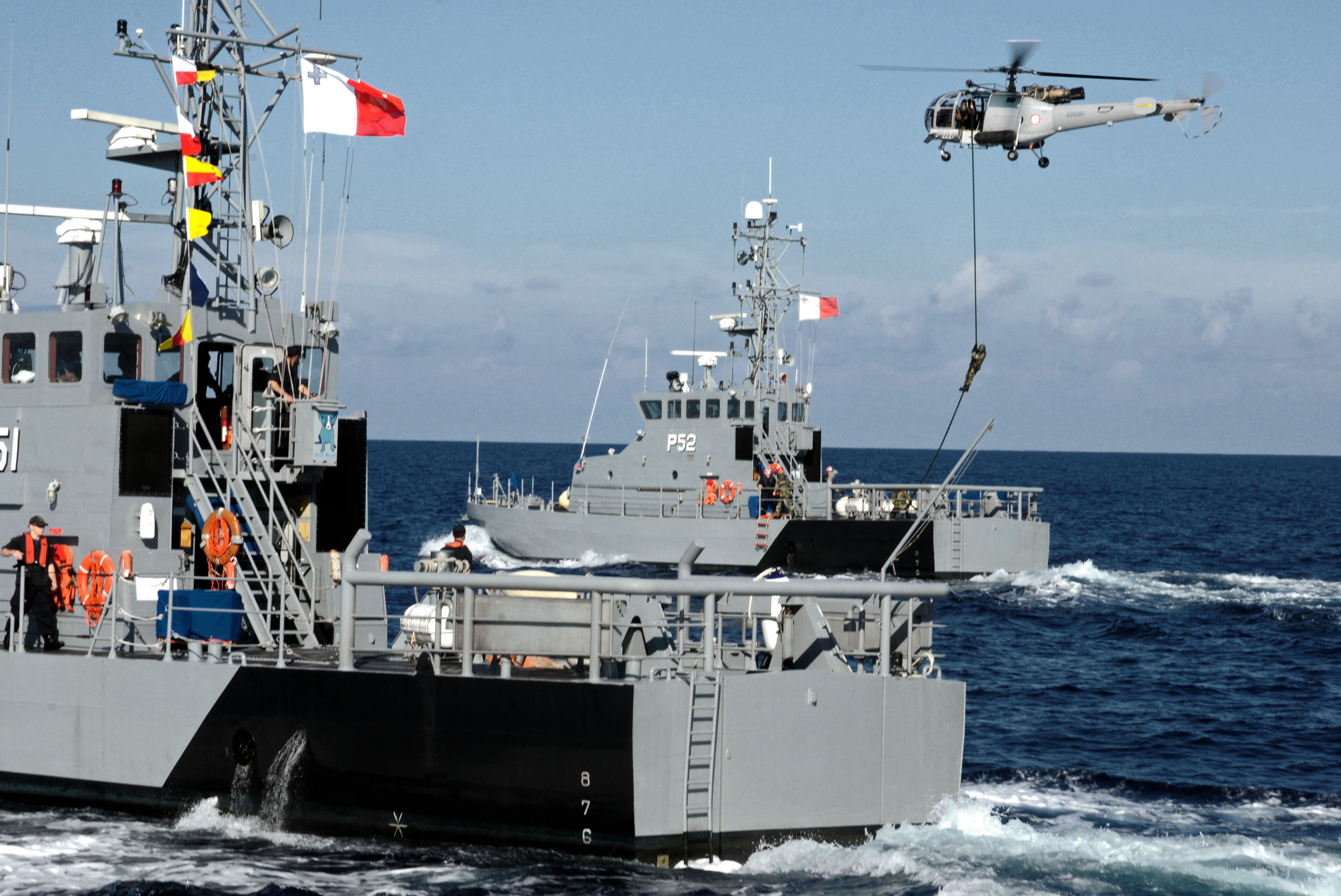
马耳他海军舰艇

## 外部連結
- 馬爾他政府網站 （页面存档备份，存于）（英文）